# Edigar Junio
Edigar Junio Teixeira Lima, mais conhecido como Edigar Junio (Gama, 6 de maio de 1991), é um futebolista brasileiro que atua como atacante. Atualmente joga pelo V-Varen Nagasaki.

## Carreira

### Atlético Paranaense
Edigar Junio entrou para a base do Atlético Paranaense vindo do PSTC. Ele fez sua primeira partida como profissional no dia 01 de julho de 2011, substituindo Paulo Baier, e anotou um gol contra o Fluminense na derrota por 3-1 fora de casa, válida pela Série A.
Em 13 de julho, renovou seu contrato com o Furacão até 2016. Posteriormente, perdeu vaga no elenco principal e acabou sendo designado ao elenco sub-23, que estava disputando o Campeonato Paranaense.

### Joinville
Em 10 de junho de 2013, foi emprestado ao Joinville para disputar a Série B, juntamente com seu companheiro Bruno Costa. Ele permaneceu no JEC em 2014, e marcou 12 gols que ajudaram na conquista no título da competição.

### Retorno ao Atlético Paranaense
Em 2015, Edigar Junio retornou ao Atlético Paranaense, integrado ao elenco principal. O jogador recebeu novas oportunidades mas outra vez não conseguiu se firmar com a camisa do Furacão.

### Novo empréstimo ao Joinville
Em 29 de julho de 2015, é emprestado novamente ao Joinville, dessa vez o empréstimo é válido até o final do ano. Dessa vez não obteve sucesso: o time catarinense não conseguiu ter um bom desempenho e terminou rebaixado na lanterna do Campeonato Brasileiro. Durante a campanha pelo clube catarinense, marcou apenas um gol em 20 jogos, terminando a edição do campeonato com dois gols marcados (havia marcado um gol pelo Atlético Paranaense antes do novo empréstimo).

### Bahia
Em 2016, foi contratado pelo Bahia para disputar a temporada do acesso. Ele jogou 47 jogos pelo time baiano e acabou como vice-artilheiro do time na campanha de 2016 fazendo 8 gols na Série B. Ele renovou o contrato no dia 28/11/2016, após o contrato com o Atlético Paranaense ter expirado.
Em 24 de maio de 2017, após ficar mais de dois meses em sofrida recuperação de lesão, Edigar fez o histórico gol que deu o terceiro título da Copa do Nordeste ao Bahia depois de 15 anos sem conquistar o torneio. O lance que decidiu o título foi comparado nas redes sociais a um famoso gol de Romário marcado em 1994 pelo Barça contra o Real Madrid. Após voltar de outra grave lesão e ficar afastado por meses, Edigar emplacou uma incrível sequência de 10 gols em 12 jogos, ajudando o Tricolor na conquista de sua melhor campanha no Campeonato Brasileiro na era dos pontos corridos e a conquista da vaga na Copa Sul-Americana após 5 anos fora da competição internacional. 
No ano de 2018, o jogador marcou gol na final do Campeonato Baiano 2018 que ajudou na conquista do título Estadual. Já pelas oitavas de final da Copa do Brasil, com gol marcado contra o Vasco no triunfo por 3 a 0, Edigar se tornou o maior artilheiro da história da Arena Fonte Nova, após a reforma.
No empate com o Fluminense no Maracanã, Edigar atingiu a marca de 40 gols pelo Esquadrão de Aço. Entre esses gols vale destacar os tentos em jogos importantes como na partida do acesso a Série A, na derrota por 2 a 1 para o Atlético Goianiense, o gol nos acréscimos no Ba-Vi que afastou o clube da zona da degola, empurrando o rival para baixo, e os gols nas finais da Copa do Nordeste e do Campeonato Baiano ajudando diretamente nas conquistas de ambos os títulos.
Após um período sem marcar gols o atacante voltou a balançar as redes contra o Botafogo em momento decisivo da temporada, no mata-mata da Copa Sul-Americana, Edigar marcou o gol de empate que ajudou a levar o jogo para os pênaltis, que resultaria na classificação do clube para quartas de final da competição.
Após viver mais um curto período sem balançar às redes, o atacante fez um dos seus gols mais bonitos pelo Bahia. No apagar das luzes, Edigar Junio marcou um golaço de letra aos 48 do segundo tempo, que decretou a virada tricolor diante do Ceará, contribuindo para o time baiano continuar vivo na briga por uma vaga na próxima Libertadores. Ao fim do Brasileirão, marca seu ultimo gol pelo Bahia, no triunfo de 2 a 0 sobre o Fluminense, na Arena Fonte Nova. 

### Yokohama F. Marinos
Em 2019, surge a proposta de jogar no exterior, e o jogador pede ao clube essa chance, por ser uma oportunidade financeira muito boa, podendo ser também boa para o clube. No dia 13 de janeiro de 2019 assina por uma temporada um contrato de empréstimo com o Yokohama F. Marinos, com valor de compra estipulado.

## Títulos
Joinville
- Copa Santa Catarina - 2013
- Campeonato Brasileiro Série B - 2014

Bahia
- Copa do Nordeste: 2017
- Campeonato Baiano: 2018

Yokohama F. Marinos
- Campeonato Japonês: 2019

### Prêmios individuais
- Seleção do Campeonato Baiano 2016
- Seleção da Copa do Nordeste 2017
- Seleção do Campeonato Baiano 2018